# 犬薔薇
犬蔷薇（[Rosa canina] 错误：{{Langx}}：文本有斜体标记（帮助））是蔷薇科蔷薇属落叶灌木，也叫狗蔷薇、狗牙蔷薇，原产于欧洲、非洲西北部以及亚洲西部，是罗马尼亚的国花，也是英格兰漢普郡的郡花。

## 词源
犬蔷薇得名由来有多种说法。一说“犬”表示犬蔷薇的价值低于栽培的观赏蔷薇，一说古代人相信犬蔷薇可以治疗狂犬病，一说犬蔷薇的钩状刺形似犬齿。

## 特征

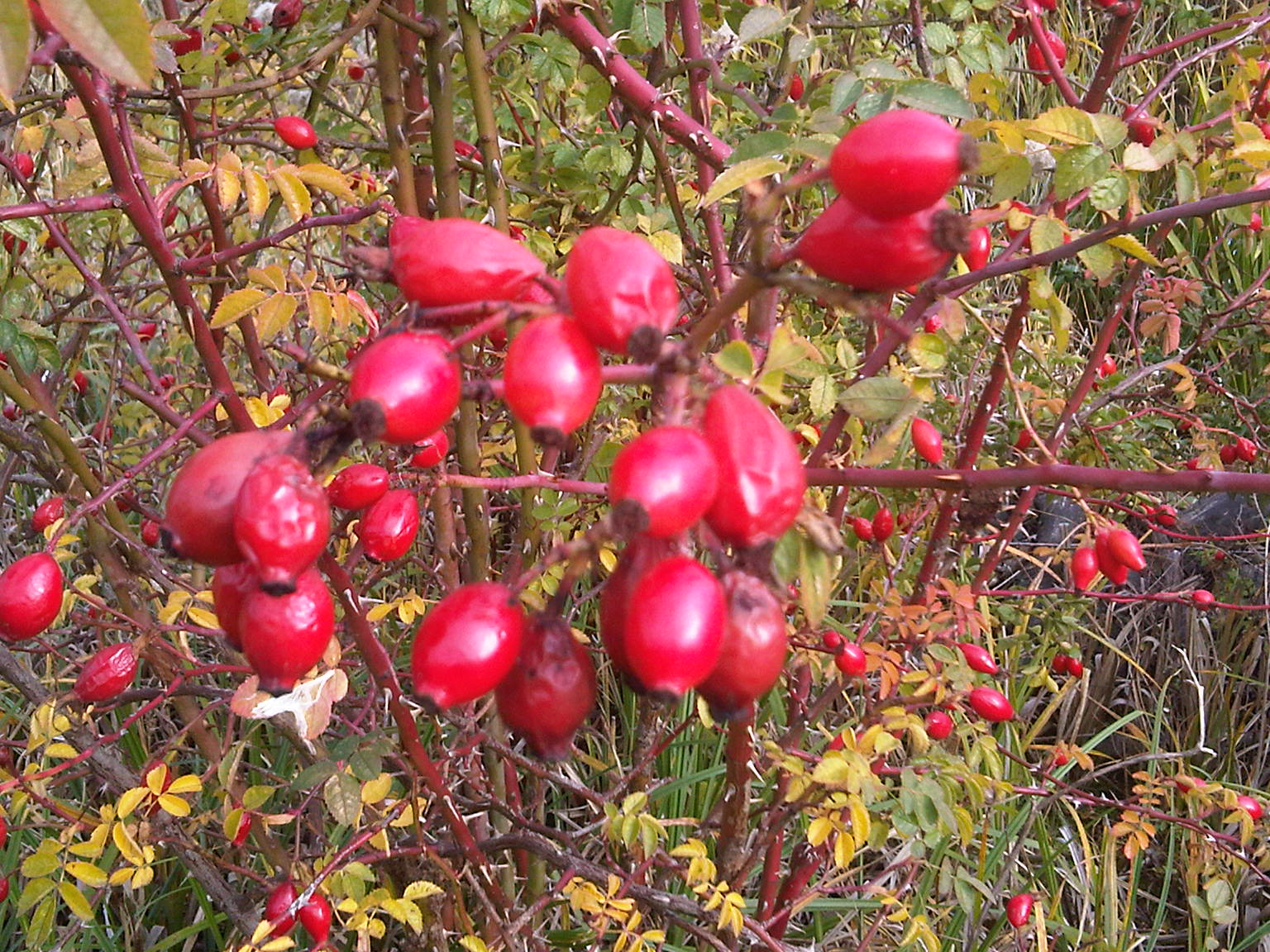
果實

犬蔷薇是落叶灌木，通常株高1－5米。茎干上遍布细小且锋利的钩状刺，以便于沿其它植物攀援。叶子呈羽状排列，通常为5－7片。花朵从粉红色到白色不等，通常是淡粉色。花朵直径4－6厘米，有5片花瓣。成熟的果实为蔷薇果，朱红色，大小约1.5－2厘米。

## 用途
果实因富含维生素C，通常被用于制造糖浆、茶、果酱和甜酒等，叶外敷可治疗伤口。

## 犬蔷薇的减数分裂方式
犬蔷薇属於犬蔷薇组（Sect. Caninae，含20－30个物种和亚种，主要分布於欧洲北部和中部），这类蔷薇减数分裂的方式是很独特的。在不考虑染色體倍性时，细胞分裂时只会形成7个二价染色体，而余下的染色体都是单价体。单价体存在於卵细胞中，但不存在於花粉中。犬蔷薇组通常是五倍体，但也可能是四倍体或六倍体。